# Liberto Rabal
Liberto Rabal Cerezales (Roma, Italia, 30 de mayo de 1975) es un actor y director de cine español.

## Biografía
Es hijo del cineasta Benito Rabal y de Silvia Cerezales Laforet; nieto de los actores Francisco Rabal y Asunción Balaguer, de la escritora Carmen Laforet (autora de la novela Nada) y del periodista y crítico literario Manuel Cerezales; y sobrino de la cantante y presentadora Teresa Rabal. Está casado con la actriz y escritora Adriana Davidova y tienen un hijo en común, Daniel Rabal Davidov.

## Carrera artística
En la década de 1980 aparece como rostro infantil en las series Fortunata y Jacinta (cap. 3) y Los desastres de la guerra, ambas dirigidas por Mario Camus, que también contó con él para su obra maestra Los santos inocentes, protagonizada por Paco Rabal, su abuelo, y Alfredo Landa. También protagoniza El hermano bastardo de Dios, dirigida por su padre Benito Rabal y seleccionada para competición en el Festival de Venecia. Su carrera como actor adulto comienza en 1996, realizando papeles secundarios en Más que amor, frenesí, de Alfonso Albacete y Miguel Bardem, Pon un hombre en tu vida, de Eva Lesmes y El tiempo de la felicidad, de Manuel Iborra.
En 1997 protagoniza Tranvía a la Malvarrosa a las órdenes de José Luis García Sánchez, película por la que es nominado al Premio Goya como actor revelación, mientras Pedro Almodóvar le elige para el papel principal de Carne trémula, donde coincide con Javier Bardem y Ángela Molina.
En 1998 se incorpora a la comedia televisiva A las once en casa y en 2001 debuta en la dirección con el cortometraje Las noches vacías, además de encarnar al poeta alicantino Miguel Hernández en una producción de dos capítulos para Televisión Española.
Tras varias incursiones teatrales, junto a Asunción Balaguer en Queridos poetas -en memoria de su abuelo- y con Don Juan Tenorio entre otras obras, en 2005 se vuelca en el guion y la dirección de su primera película, Síndrome, (seleccionada para competición en el prestigioso Festival de Locarno), rodada tras ganar una mención especial en el Festival de Málaga (2001) por su primer cortometraje como director Las noches vacías, protagonizado y escrito, al igual que Síndrome, por la que es su esposa y musa, Adriana Davidova, que también  es autora del guion de La inercia de los cuerpos, su segundo largometraje como director, una comprometida reflexión sobre el sistema sanitario y la relación médico-paciente cuyo rodaje comienza en octubre de 2006 con la primera filmación en 35 mm de un eclipse anular de sol en España y se prolonga, debido a necesidades de producción, durante los  periodos de verano de 2007 y 2008.

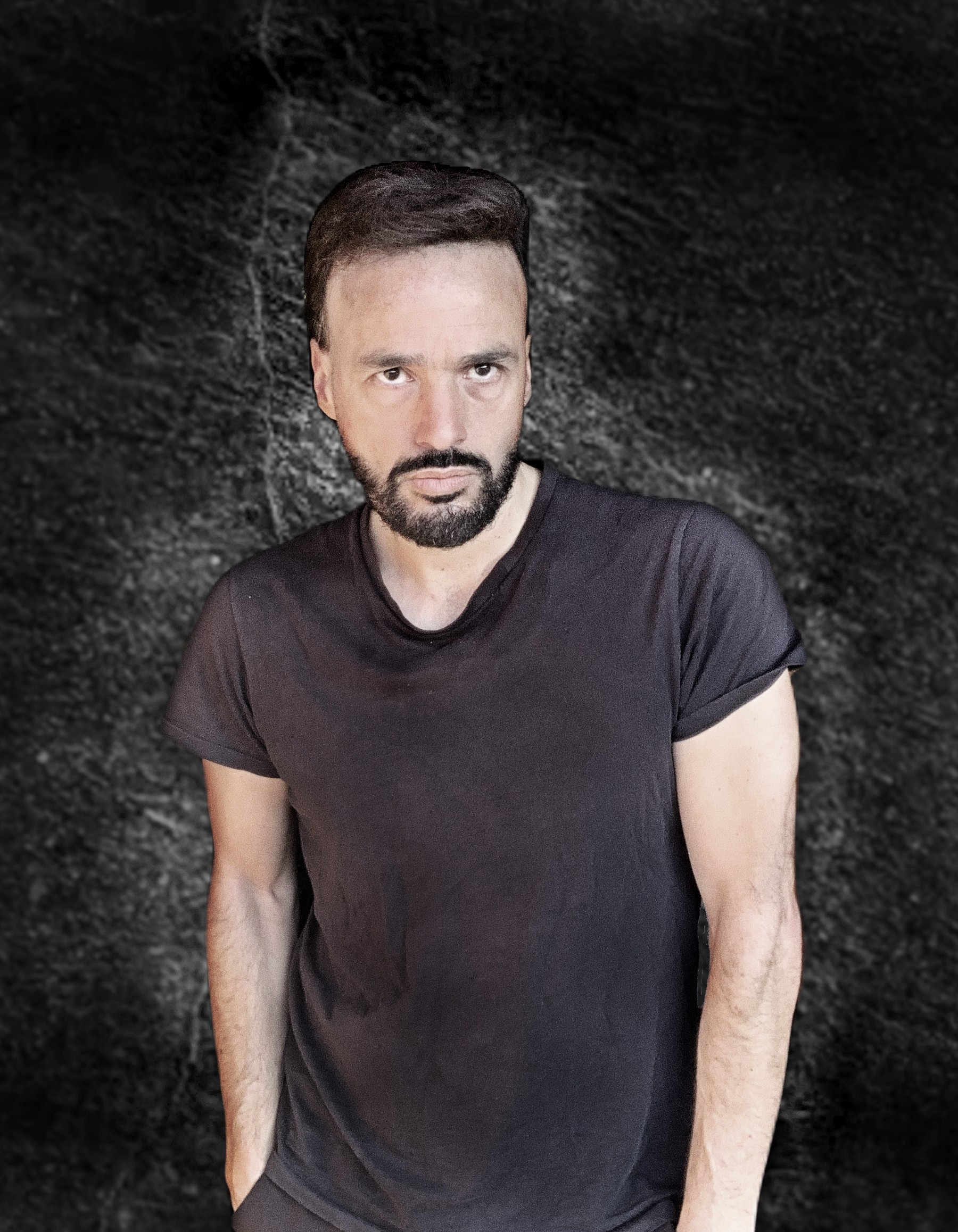
Liberto Rabal en 2024

También en 2007 presenta su segundo cortometraje como director, Huellas, que gana en el marco del Festival de Calasparra el premio A.E.T. 2007. En 2008 presenta el que es su primer libro sobre cine, Soñar en acción, editado por la Fundación Autor. También en 2008 prepara el estreno de un nuevo largometraje experimental como director rodado en el 2007: La esquina.
En agosto de 2001 fallecía inesperadamente Francisco Rabal, que unas semanas más tarde iba a recibir el Premio Donostia en el Festival de Cine de San Sebastián. Fue Liberto Rabal quien lo recogió en nombre de su abuelo, rindiéndole tributo en un emotivo homenaje que reunió en el escenario del Kursaal a Carlos Saura, Carmen Sevilla, Julia Martínez, Terele Pávez, Ana Belén, Emma Suárez y María Barranco.
Ha protagonizado también varias películas en Italia (Mare Largo, con Claudio Amendola, Cefalonia, con Sarah Miles y Daniele Liotti); Francia (Tangos volés, de Eduardo de Gregorio, con Juan Echanove y Sylvie Testud); Cuba (Las noches de Constantinopla, de Guillermo Orlando Rojas) y, sumándose a su incipiente trayectoria como director, ha retomado su labor como actor en la ópera prima del escritor Hernán Migoya, Soy un pelele, junto a Roberto Boladeras, que se estrenó en Sitges 2008.
En 2009 y a lo largo de 2010 Liberto se incorpora a la exitosa serie de TVE Amar en tiempos revueltos para dar vida al periodista Adolfo Carmona durante la quinta temporada. Al mismo tiempo acaba el rodaje de un nuevo largometraje como director, La esquina protagonizado por Adriana Davidova, Moisés Molin y Francisco Brives. También a lo largo de 2009 graba varios discos de poemas, entre los que destaca un disco-libro sobre el poeta Miguel Hernández destinado a la conmemoración del centenario del nacimiento del poeta y un disco recitando poetas del 50 y posteriores junto a Adriana Davidova. Liberto comienza también en el 2009 su andadura como conferenciante impartiendo varias conferencias sobre trabajo de equipo y de relación en la facultad de medicina de la UAM y sobre diversos temas, siempre relacionados con el cine y la relación interpersonal. En 2010 protagoniza el largometraje Huidas.En 2011 Se incorpora a la serie de máxima audiencia de Canal Sur Arrayán, que protagoniza en 2012. En 2013 y 2014 actúa en la obra de teatro Una vida robada, recibiendo buenas críticas, entre otras de Javier Vallejo (El País), junto a Asunción Balaguer y Carlos Álvarez Novoa. En 2014 es incluido como autor en la Antología Amores Infieles de la editorial Pigmalión.
En 2015 participa en ensayos abiertos al público y en 2016 estrena la obra de teatro Hacia el amor, sobre texto de Ingmar Bergman en versión de Adriana Davidova. El director del espectáculo es el prestigioso José Carlos Plaza, ganador del Premio Nacional de Teatro. Adriana Davidova y Liberto Rabal interpretan los personajes principales.

### Trabajos
- 1983 Los desastres de la guerra (miniserie)
- 1984 Los santos inocentes (no acreditado)
- 1986 El hermano bastardo de Dios
- 1995 Así en el cielo como en la tierra
- 1996 Más que amor, frenesí
- 1996 Tranvía a la Malvarrosa
- 1996 Pon un hombre en tu vida
- 1996 Alma gitana
- 1997 Carne trémula
- 1997 El tiempo de la felicidad
- 1998 Mare largo
- 1998-1999 A las once en casa (serie de televisión)
- 2001 Tangos robados
- 2001 I giorni dell'amore e dell'odio
- 2002 Las noches de Constantinopla
- 2002 Las noches vacías (Corto-como director)
- 2002 Viento del pueblo (Miguel Hernández) (miniserie)
- 2002 Todo menos la chica
- 2003 Una cita con Flamingos (Video)
- 2004 Síndrome (largometraje como director, selección oficial en el Festival de Locarno)
- 2005 W.C.
- 2007 Huellas (corto-como director)
- 2008 ¡Soy un pelele!
- 2009-2010 Amar en tiempos revueltos (serie de televisión)
- 2010 La esquina (como director)
- 2011-2012 Arrayán (serie de televisión)
- 2013- 2014 Una vida robada (obra de teatro)
- 2014 Huidas
- 2016- Hacia el amor (obra de teatro)
- 2017 Centro Médico (TV Series)
- 2017 Generaciones (Recital de teatro, Adriana Davidova, con Ouka Leele)
- 2018 JUMP (Como director)
- 2018 JUMP (Como actor)
- 2019-2020 Lapidada, de Adriana Davidova (Teatro)
- 2022 Hit (serie de televisión,temporada 3)